# Mobbing
A mobbing gyakran ismétlődő pszichológiai terror, legalább egyszer egy héten és legalább fél éven keresztül tartó cselekedetek sorozata egy egyén vagy egy közösség részéről, amelyek egy vagy több egyén ellen irányulva azoknál mentális vagy fizikális kórtani jelenségekhez vezetnek.
Dr. Heinz Leymann német munkapszichológus nevéhez fűződik a mobbing meghatározása és problémaként való elkülönítése a megfélemlítés általános fogalmától. Az általa megalkotott LIPT kérdőívek szerint 45 különböző aktivitás létezik, és ezeket az alábbiak szerint kategorizálhatjuk:
- A kommunikációs lehetőségek csökkenése (a menedzsment nem ad lehetőséget a kommunikációra, verbális támadás a megbízásokra vonatkozólag, stb.)
- Szociális kapcsolatok fenntartásának lehetetlenné tétele (a kollégák nem állnak szóba a személlyel, ez esetleg a menedzsment által van megtiltva, a többi dolgozótól távoli szobába helyezik, közös étkezés negatív megjelenítése, stb.)
- A jó hírnév fenntartásával kapcsolatos effektusok (pletykák, gúnyolódás, hamis információk terjesztése, tréfák gyártása etnikai hovatartozásból, tájszólásból, beszédstílusból, járásból stb.)
- Munkával kapcsolatos effektusok (munkamegbízások elmaradása, lényegtelen feladatok kiadása, tisztázatlan elvárások támasztása stb.)
- Testi-lelki egészséggel kapcsolatos tényezők (veszélyes megbízások, fenyegetés, támadás, szexuális zaklatás illetve pszichológiai terhelés növelése, alaptalan gyanúsítgatások/vádaskodás stb.)

Az ellenségeskedésnek leggyakrabban nincs racionális oka. Sokkal inkább érzelmi jellegű; irigység, féltékenység, ellenszenv következményeként alakul ki.
Munkahelyen a felismerés, illetve a probléma megoldása az emberi erőforrás menedzsment feladata (kivéve ha a HR mobbing forrása, ilyenkor megoldás lehet a probléma exkalálása, de sokszor inkább összezárnak a 'mundér védelme' érdekében). A pszichológusok nagyobb részben a menedzsmentet mint kezdeményezőt vagy okozót vádolják. Másik tapasztalat, hogy a szervezeti felépítés is meghatározó: a hierarchiamentes, nyitott struktúrákban szinte alig ismert a mobbing.
A munkahelyi zaklatások több szinten tetten érhetők:
- 40%-ban a főnök,
- 10%-ban a főnök és a kollégák együtt,
- 30%-ban a kollégák csoportja,
- 20%-ban egy kolléga a felelős.

A mobbingjelenséggel például munkahelyi vagy iskolai környezetben (itt inkább a bullying jelenik meg) találkozhatunk.